# Fitchia
Fitchia é um género botânico pertencente à família Asteraceae.

## Espécies
- Fitchia cordata
- Fitchia mangarevensis
- Fitchia nutans
- Fitchia rapensis
- Fitchia tahitensis